# Itala (automerk)

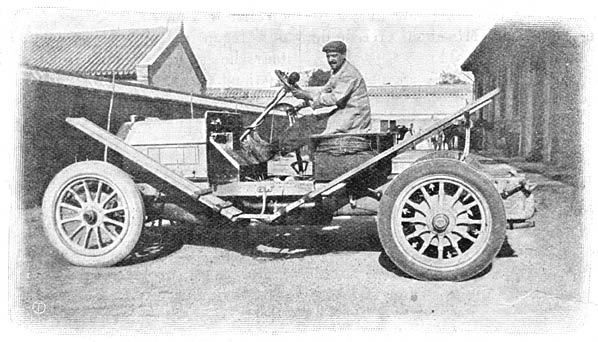
Itala

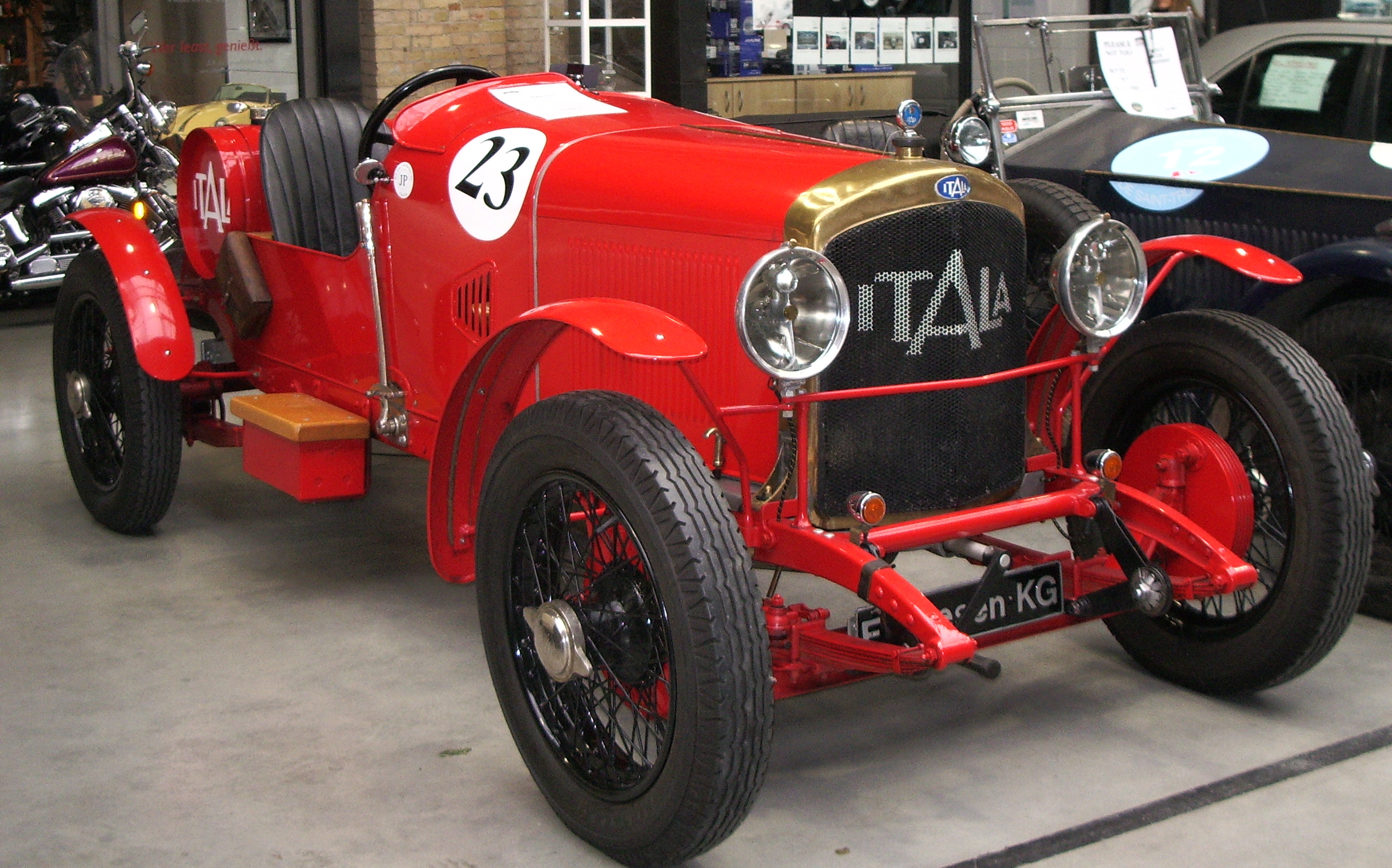
Itala

Itala was een door Matteo Ceirano opgericht automerk, dat in Turijn zijn hoofdzetel had. Het produceerde auto's tussen 1904 en 1933.
Itala is waarschijnlijk het bekendst geworden van haar deelname aan races, waar het auto's met 16,6 liter motoren inzette. Zo won het de race Peking-Parijs in 1907. Gedurende de Eerste Wereldoorlog speelde het zwaar op vliegtuigmotoren en had het daardoor na de oorlog even zwaar. In 1920 kwam pas het eerste nieuwe naoorlogse model uit. Het bedrijf kon hiermee niet het hoofd boven water houden en moest herstructureren. In 1926 maakte het een technisch hoogstandje, de Tipo 61, met een 4-versnellingsbak en servo-remmen. Dit type bleef in licht gemodificeerde versie tot 1934 in de verkoop. In 1929 nam vrachtwagenproducent Officine Metallurgiche de firma over, die de resten van Itala aan FIAT verkocht.